# IC 5319
IC 5319 ist eine elliptische Galaxie vom Hubble-Typ E0 mit aktivem Galaxienkern im Sternbild Pegasus auf der Ekliptik. Sie ist schätzungsweise 550 Millionen Lichtjahre von der Milchstraße entfernt und hat einen Durchmesser von etwa 50.000 Lichtjahren. Vermutlich bildet sie gemeinsam mit PGC 1445623 ein gravitativ gebundenes Galaxienpaar.

Im selben Himmelsareal befinden sich u. a. die Galaxien NGC 7649, NGC 7651, NGC 7659.
Das Objekt wurde am 25. November 1899 von Herbert Alonzo Howe entdeckt.